# Sosna wejmutka
Sosna wejmutka (Pinus strobus L.) – gatunek drzewa iglastego z rodziny sosnowatych (Pinaceae). Sosna wejmutka występuje na północnych i wschodnich obszarach Ameryki Północnej (Kanada, USA). W Polsce uprawiana, spotykana w lasach i parkach.
Polska nazwa gatunkowa tej sosny wywodzi się od nazwiska lorda Weymoutha.

## Rozmieszczenie geograficzne
Naturalny zasięg sosny wejmutki rozciąga się wzdłuż południowej Kanady, od Nowej Fundlandii, wyspy Anticosti i półwyspu Gaspé, na zachód do środkowego i zachodniego Ontario i południowo-wschodniej Manitoby. Dalej na południe do południowo-wschodniej Minnesoty i północno-wschodniego Iowa, na wschód do północnego Illinois, Ohio, Pensylwanii i New Jersey oraz na południe przez Appalachy do północnej Georgii i północno-zachodniej Karoliny Południowej. Stanowiska sosny wejmutki można także znaleźć w zachodnim Kentucky, zachodnim Tennessee i Delaware.
Populacje z Gwatemali i południowego Meksyku opisywane jako odmiana P. strobus var. chiapensis lub podgatunek subsp. chiapensis, klasyfikowane są współcześnie jako odrębny gatunek Pinus chiapensis (Martínez) Andresen.

## Morfologia

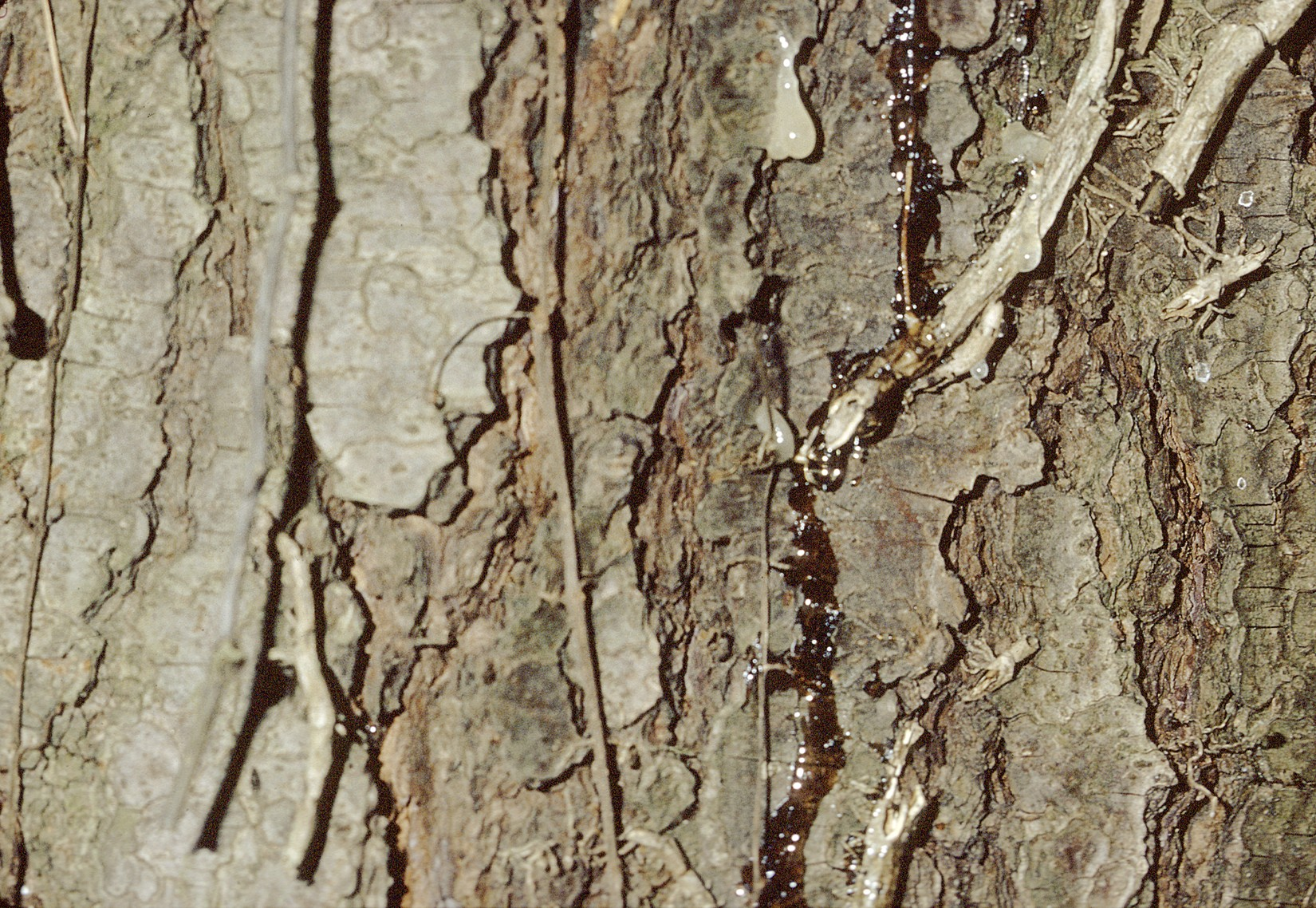
Kora

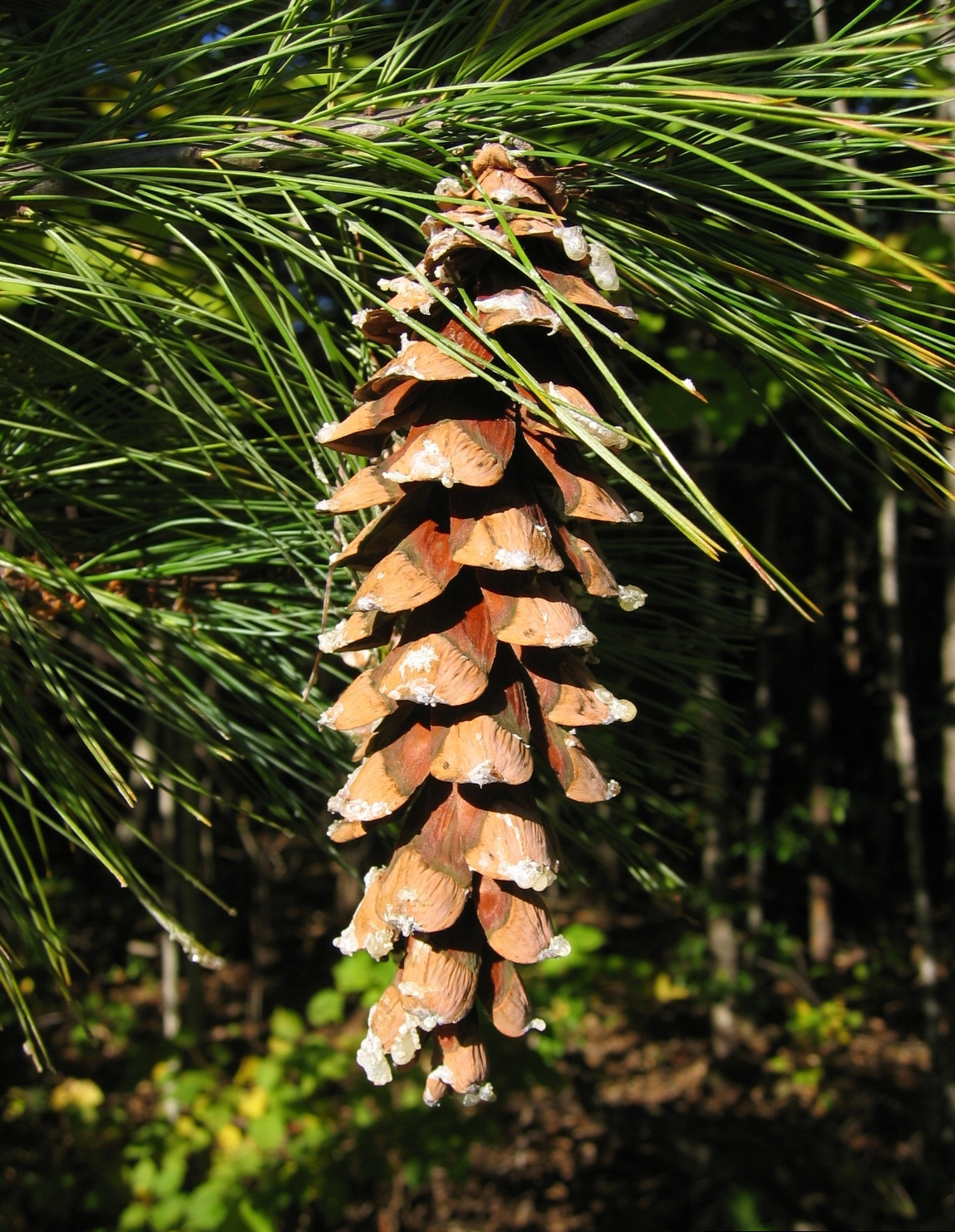
Igły i szyszka żeńska

PokrójDrzewo iglaste, pokrój raczej smukły, początkowo stożkowaty, później spłaszczony, bardziej nieregularny. Korona luźna i szeroka, główne konary w regularnych okółkach.
PieńOsiąga wysokość 30–67 m, w środkowej Europie dorasta do 44 m, oraz średnicę 100–180 cm. Kora spękana, na starych drzewach głęboko, ciemnoszara, z wiekiem grubieje i ciemnieje.
LiścieIgły zebrane po 5 na krótkopędzie, niebieskozielone, długości 6–10 cm, szerokości 0,7–1 mm, giętkie i cienkie, drobno piłkowane, z opadającą pochewką liściową.
SzyszkiSzyszki męskie walcowate, żółte, długości 10–15 mm (8–10 mm), wyrastają w grupach u nasady młodych pędów, najczęściej na starszych, dolnych gałęziach. Szyszki żeńskie wyrastają na szczytach pędów, w górnej części korony, są sztywne i zaokrąglone. W czasie zapylenia zielone, o długości 5–38 mm. Dojrzałe szyszki żeńskie są brązowe, cylindryczne, nieco wygięte, zwisające, długości (7)8–15(20) cm. Łuski giętkie z kolistymi wypustkami na końcach, zwykle pokryte żywicą. Nasiona długości 5–6 mm, opatrzone skrzydełkiem długości 1,8–2,5 cm.

## Biologia i ekologia
Drewno lekkie, kremowożółte, miękkie.
Drzewo jednopienne. Kwitnie od maja do czerwca. Szyszki męskie wykształcają się od jednego do kilku tygodni wcześniej niż żeńskie na tym samym drzewie. Drzewa produkują szyszki żeńskie po osiągnięciu 5–10 lat, ale dobrze obradzają dopiero w wieku 20–30 lat. We wczesnych latach kwitnienia drzewa nie wykształcają wcale lub niewielką liczbę szyszek męskich. Zjawisko to może się utrzymywać także u starszych okazów, o średnicy pnia 30–61 cm, aczkolwiek ich produkcja pyłku jest większa niż młodych drzew (od małej do średniej ilości). Do zapłodnienia dochodzi ok. 13 miesięcy po zapyleniu, a nasiona dojrzewają w ciągu sierpnia i września drugiego roku. Szyszki uwalniają nasiona i opadają wkrótce potem. Do rozsiania większości nasion dochodzi w ciągu miesiąca od osiągnięcia dojrzałości. Rozsiewają się w odległości 60 m w zwartych drzewostanach i ponad 210 m na stanowiskach otwartych. Igły pozostają na drzewie przez 2–3 lata.
Drzewa osiągają wiek zazwyczaj 200 lat, wyjątkowo 450. Początkowo rosną wolno (ok. 135 cm wysokości w wieku 8–10 lat), między 10 a 15 rokiem życia przyrastają szybko (średnio 1 m rocznie). Tempo wzrostu zależy także od warunków siedliskowych, jednak dla wszystkich stanowisk wyrównuje się w wieku ok. 55 lat, kiedy roczny przyrost jest na poziomie 0,3 m na rok.

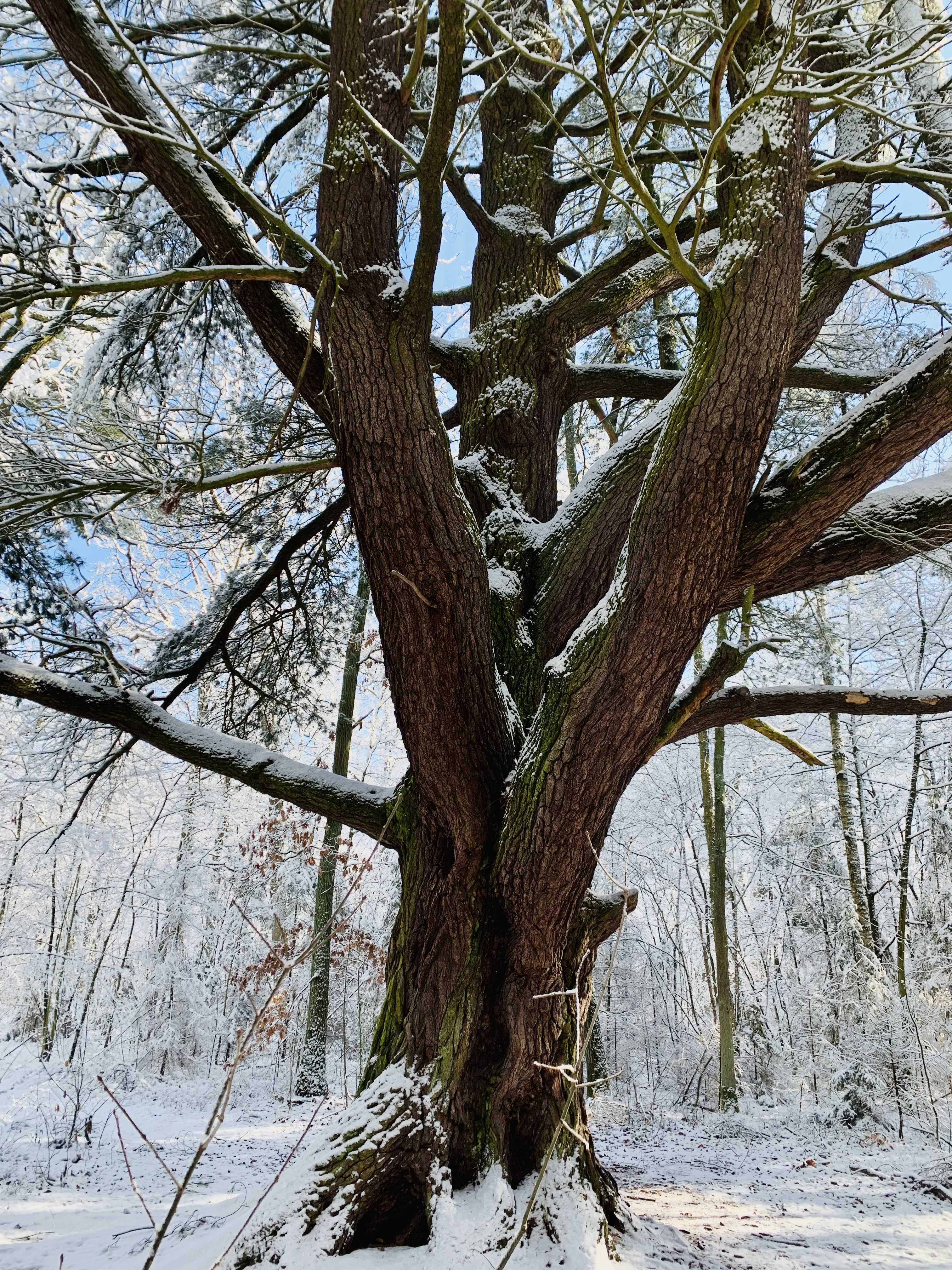
Licząca ok. 200 lat najstarsza sosna wejmutka w Polsce rosnąca w Pokoju

Najgrubszy w Polsce okaz wejmutki (na terenie Lasów Państwowych) rośnie w miejscowości Pokój i ma 521 cm obwodu i 33 m wysokości.
Liczba chromosomów: 2n=24.
Preferuje płaskie doliny w obszarach górskich, można ją znaleźć na wysokości do 1500 m n.p.m. Najchętniej rośnie na glebach wapiennych. Wraz z innymi drzewami iglastymi i liściastymi tworzy lasy mieszane. W lasach, w których jest gatunkiem dominującym towarzyszą jej: sosna czerwona, dąb czerwony i klon czerwony, choina, Quercus prinus. Wykazuje średnią tolerancję na zacienienie. Jako siewki, ze względu na powolny wzrost w pierwszych latach życia, sosny wejmutki są bardzo wrażliwe na konkurencję ze strony szybciej rosnących gatunków. Jeśli przeżyją ten okres, ich zdolność przetrwania zwiększa się. Sosna ta rzadko tworzy trwałe jednogatunkowe stanowiska. Nie sprzyja temu wewnętrzna różnorodność w ukształtowaniu korony, różne tempo wzrostu w poszczególnych okresach życia czy na danym podłożu.
Nasiona są pożywieniem m.in. dla wiewiórki szarej (Sciurus carolinensis), która przyczynia się także do rozsiewania nasion, gromadząc je w podziemnych schowkach.

## Systematyka i zmienność
Pozycja gatunku w obrębie rodzaju Pinus:
- podrodzaj Strobus
  - sekcja Quinquefoliae
    - podsekcja Strobus
      - gatunek P. strobus

Wcześniej traktowano Pinus chiapensis jako odmianę sosny wejmutki (P. strobus var. chiapensis Martínez) lub jej podgatunek (subsp. chiapensis (Martínez) A.E.Murray), klasyfikowaną obecnie najczęściej w randze gatunku.
Sosna wejmutka łatwo krzyżuje się z sosną zachodnią (Pinus monticola), s. rumelijską (P. peuce), s. himalajską (P. wallichiana) i s. drobnokwiatową (P. parviflora). Można ją także skrzyżować z sosną giętką (P. flexilis) i P. ayacahuite. Mieszaniec z sosną himalajską jest bardziej żywotny niż sosna wejmutka i lepiej znosi zimy niż sosna himalajska.

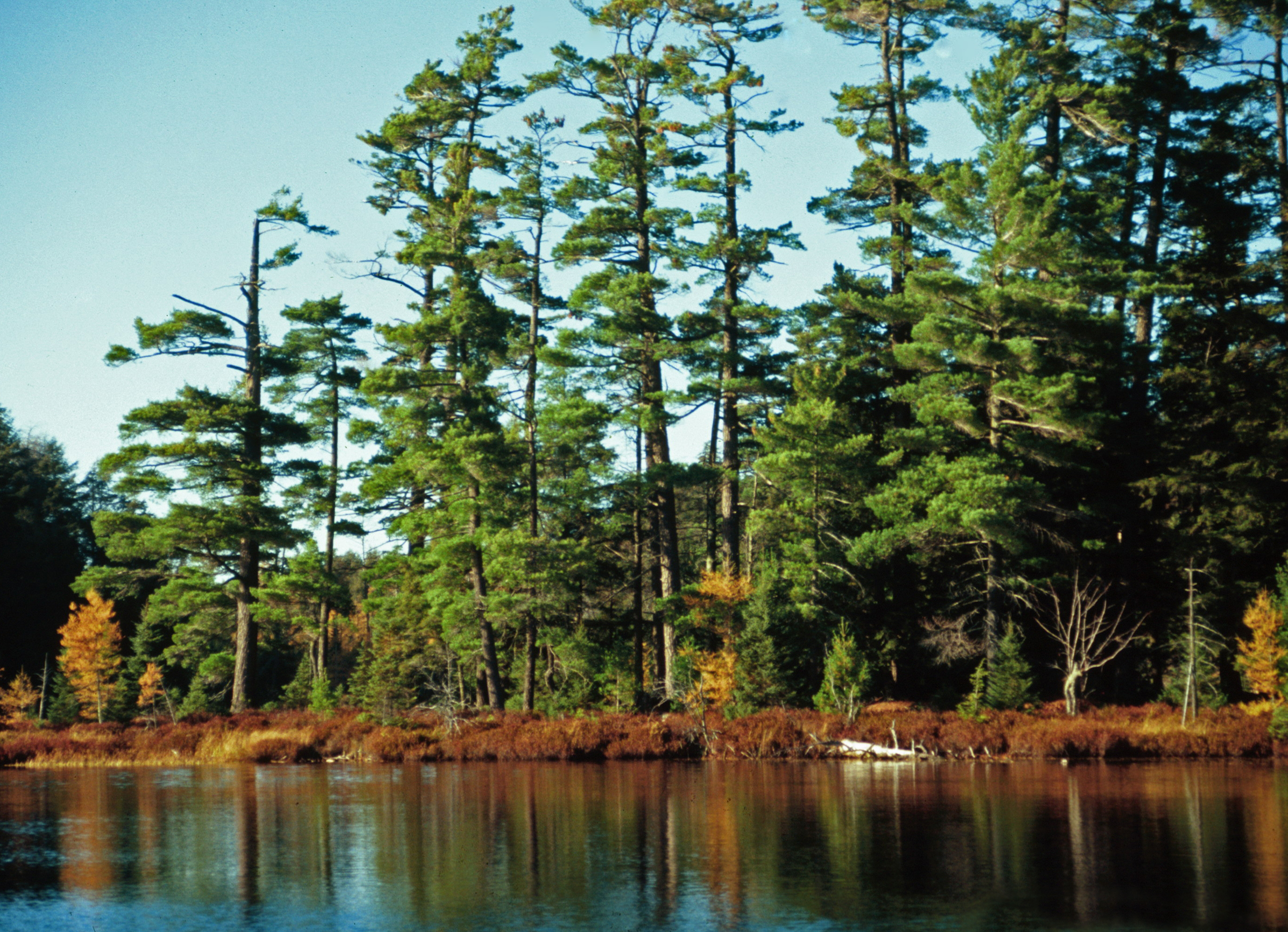
Sosny wejmutki na naturalnym siedlisku, Ottawa National Forest, Sylvania Wilderness, Michigan

## Zagrożenia
Międzynarodowa organizacja IUCN przyznała temu gatunkowi kategorię zagrożenia LC (least concern), czyli jest gatunkiem najmniejszej troski, spośród gatunków niższego ryzyka.

## Zastosowanie
Drzewo ozdobne
Uprawiana powszechnie w Europie w lasach i parkach. W Polsce jest najbardziej rozpowszechnionym, obok daglezji zielonej, gatunkiem drzewa iglastego obcego pochodzenia. 
Surowiec drzewny
- Ponieważ drewno jest łatwe w obróbce i niepaczące się, wytwarzane są z niego różnego rodzaju opakowania (np. skrzynki transportowe).
- W XVII i XVIII w. sosna wejmutka na wschodnich stanowiskach była masowo wycinana, z przeznaczeniem na cele marynarki wojennej Wielkiej Brytanii (Royal Navy). Przez XVIII i XIX w. wycinkę prowadzono także na cele budowlane i meblarskie, posuwając się coraz dalej na zachód. Pozostałością po tamtych czasach są historyczne budynki z drewna sosnowego, które można znaleźć od Maine do Minnesoty.
- Gatunek sprowadzony niegdyś do Europy na użytek przemysłu papierniczego.

## Uprawa
Gatunek tolerancyjny względem różnych rodzajów podłoża, aczkolwiek ze względu na wrażliwość na suszę najlepiej rośnie na glebach świeżych. Z powodu wrażliwości na rdzę wejmutkowo-porzeczkową porzeczki nie powinny rosnąć w pobliżu wejmutek.

## Szkodniki i choroby

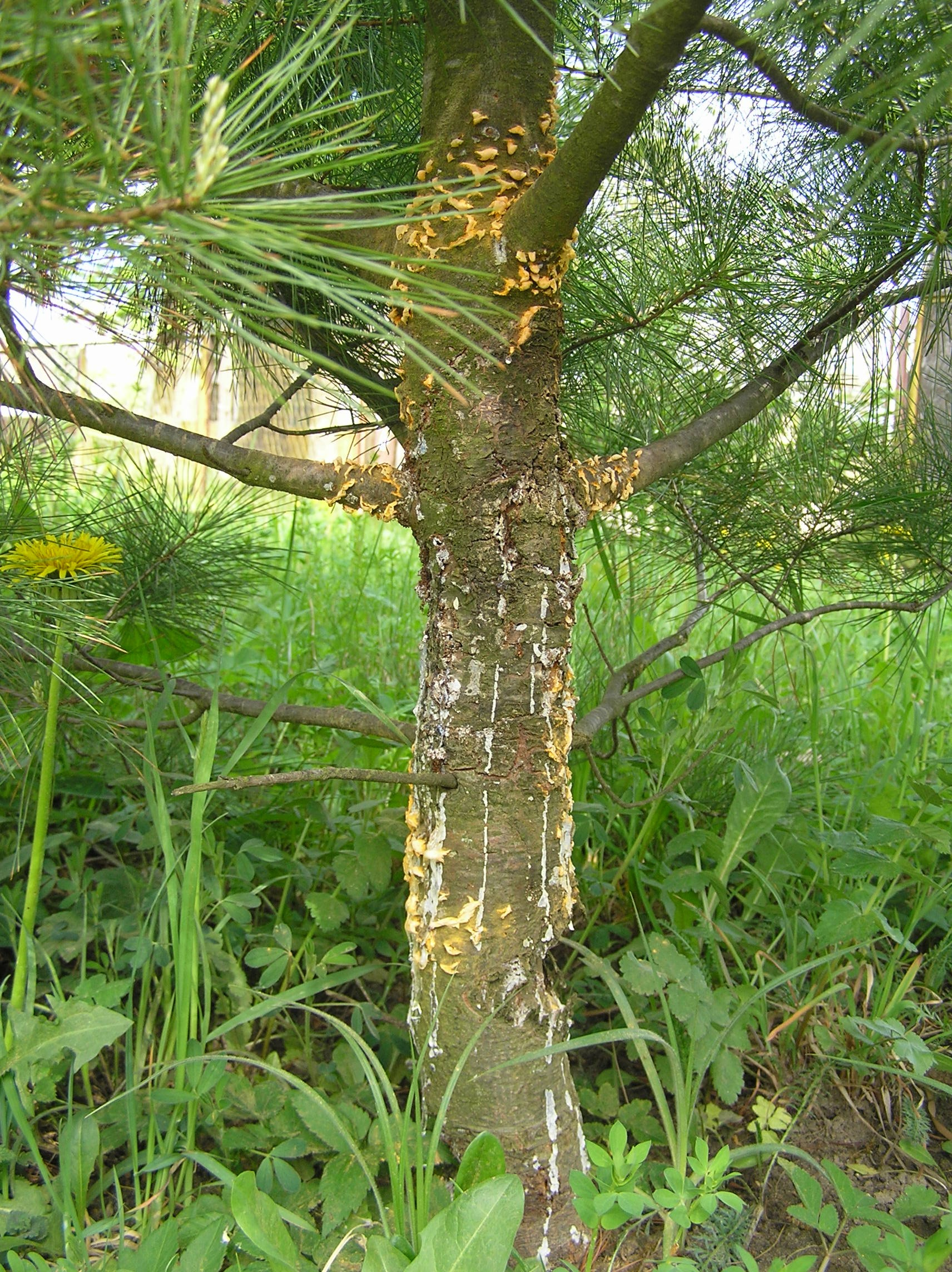
Objawy rdzy wejmutkowo-porzeczkowej

Znanych jest 277 szkodników i 110 organizmów wywołujących choroby sosny wejmutki. Z tego tylko 16 owadów i 7 chorób stanowi na tyle istotne zagrożenie dla życia drzew, że może powodować ich obumieranie. Najgroźniejsze z nich to chrząszcz Pissodes strobi, rdza wejmutkowo-porzeczkowa i opieńka miodowa (Armillaria mellea).
- Pissodes strobi – chrząszcz, niszczy młode pędy, do 2–3-letnich.
- Conophthorus coniperda – chrząszcz z rodziny ryjkowcowatych, żeruje na szyszkach i może doprowadzić do znacznego ograniczenia plonu nasion na zaatakowanych drzewach. W południowo-zachodnich lasach Maine zaobserwowano przerwy między płodnymi latami trwające 7–10 lat[5].
- Cinara strobi – mszyca, powoduje uszkodzenia pędów i gałęzi dużych drzew, może doprowadzić do obumarcia małych okazów.
- Neodiprion pinetum – larwy tego owada żerują na młodych i starych igłach.
- Borecznik rudy (Neodiprion sertifer) – owad zasiedla przeważnie młode drzewka (także innych sosen) składając jaja przy brzegach igieł. Larwy wylęgają się na wiosnę i przez maj i czerwiec zjadają stare igły, pozostawiając młode pędy. Wpływa to hamująco na przyrost drzew.
- osutka wejmutki – grzybowa choroba wywołana przez Meloderma desmazieri[12].
- rdza wejmutkowo-porzeczkowa – choroba wywoływana przez grzyb Cronartium ribicola. Objawem porażenia są żółtopomarańczowe, pęcherzykowate skupienia zarodników na pędach. Choroba groźna jest przede wszystkim dla młodych drzewek.
- Czyreń sosnowy (Phellinus pini) – grzyb, patogen roślin, najczęściej atakujący uszkodzone drzewa.
- Skórnik krwawiący (Stereum sanguinolentum) – grzyb, patogen roślin, atakuje drzewa dostając się przez uszkodzenia.
- Opieńka miodowa (Armillaria mellea) – grzyb, wywołuje opieńkową zgniliznę korzeni, porażone części pnia ulegają zgniliźnie białej.

## Obecność w kulturze i symbolice
Sosna wejmutka jest jednym z symboli kanadyjskiej prowincji Ontario. Jest także drzewem stanowym dwóch stanów USA: Maine i Michigan.